# Município de Union (condado de Ross, Ohio)
O município de Union (em inglês: Union Township) é um município localizado no condado de Ross no estado estadounidense de Ohio. No ano de 2010 tinha uma população de 13 345 habitantes e uma densidade populacional de 77,18 pessoas por km².

## Geografia
O município de Union encontra-se localizado nas coordenadas 39° 25′ 22″ N, 83° 03′ 23″ O. Segundo a Departamento do Censo dos Estados Unidos, o município tem uma superfície total de 172.91 km², da qual 171,96 km² correspondem a terra firme e (0,55 %) 0,95 km² é água.

## Demografia
Segundo o censo de 2010, tinha 13 345 pessoas residindo no município de Union. A densidade populacional era de 77,18 hab./km². Dos 13 345 habitantes, o município de Union estava composto pelo 78,85 % brancos, o 19 % eram afroamericanos, o 0,22 % eram amerindios, o 0,37 % eram asiáticos, o 0,37 % eram de outras raças e o 1,18 % eram de uma mistura de raças. Do total da população o 1,21 % eram hispanos ou latinos de qualquer raça.